# توموكي يوناشيرو
توموكي يوناشيرو (باليابانية: 与那城 智希) (مواليد 25 يناير 2001) هو لاعب كرة قدم ياباني.

## وصلات خارجية
- توموكي يوناشيرو على موقع رابطة كرة القدم اليابانية للمحترفين (اليابانية)
- توموكي يوناشيرو على موقع قاعدة بيانات كرة القدم.إي يو (الإنجليزية)
- توموكي يوناشيرو على موقع Soccerway.com (الإنجليزية)